# Ashley Olsen
Ashley Fuller Olsen je ameriška filmska in televizijska igralka, modna oblikovalka, producentka, pisateljica in podjetnica, * 13. junij 1986, Sherman Oaks, Los Angeles, Kalifornija, Združene države Amerike.
Ashley Olsen je skupaj s svojo sestro dvojčico Mary-Kate Olsen ustanovila modni brand The Row in cenovno bolj dostopno linijo oblačil Olsenboye. Sama je začela tudi z modnim podjetjem, imenovanim Elizabeth and James.
Danes je Ashley Olsen opažena v filmih ali na televiziji. Kljub temu, da njena sestra še igra, se je sama od igranja upokojila, da bi se osredotočila na modo. A kljub temu je včasih še vedno vključena na naslovnice revij ali članke na internetu. Lik Michelle Tanner iz serije Polna hiša, s katerim je skupaj s sestro Mary-Kate zaslovela, je še danes zelo popularen.

## Zgodnje življenje in začetek kariere
Ashley Fuller Olsen se je rodila v Sherman Oaksu, Los Angeles, Kalifornija, Združene države Amerike, mami Jarnette »Jarnie« Fuller (roj. 1954) in očetu Davidu Olsenu (roj. 1953). Ima starejšega brata Trenta (roj. 1984), dvojajčno sestro dvojčico Mary-Kate in mlajšo sestro Elizabeth »Lizzie« Olsen (roj. 1989), ki sta po poklicu tudi igralki. Njena starša sta se leta 1995 ločila in njen oče se je kasneje ponovno poročil; iz njegovega zakona z Martho Mackenzie-Olsen ima Ashley Olsen dva polbrata, Taylorja (roj. 1996) in Jakea (roj. 1997).
Pri šestih mesecih je njo in njeno sestro, Mary-Kate Olsen, njuna mama odpeljala na avdicijo za vlogo Michelle Tanner v televizijski seriji Polna hiša, ki sta jo tudi dobili.

## Kariera
Ashley Olsen je s svojo kariero pričela leta 1987, ko je z devetimi meseci skupaj s svojo sestro dvojčico Mary-Kate Olsen začela igrati v seriji Polna hiša. Da bi zadovoljili stroge zakone, postavljene za delo otrok kot otroških igralcev, sta se med snemanjem menjavali. Da občinstvo ne bi vedelo, da lik igrata dvojčici, so za igralko, ki igra Michelle Tanner, navedli »Mary Kate Ashley Olsen«.
Po uspehu serije Polna hiša je Ashley Olsen izdajala v glavnem televizijske filme in skupaj s sestro Mary-Kate sta bili na prednajstniškem trgu v poznih devetdesetih in zgodnjih 2000. letih zelo popularni. Njuni imeni sta se večkrat pojavljali v tržni industriji, saj so izdajali obleke, knjige, dišave, revije, filme in posterje z njunima podobama in imenoma. Med letoma 2000 in 2005 je podjetje Mattel celo prodajalo punčke z imenom in podobo Mary-Kate in Ashley Olsen.
Zaigrala je v videoserijah The Adventures of Mary-Kate & Ashley in Zabave dvojčic Olsen, ABC-jevi seriji Dvojčici in seriji Tako malo časa kanala ABC Family. Skupaj z Mary-Kate Olsen je zasedla tretje mesto na lestvici »100 največjih otroških igralcev« televizijskega programa VH1.
Leta 2004 sta skupaj z Mary-Kate Olsen poleg Eugenea Levyja zaigrali v romantični komediji Newyorška minuta.
Leta 2008 sta Mary-Kate in Ashley Olsen izdali knjigo z naslovom Influence, ki je vključevala intervjuje z mnogimi kreativnimi in vplivnimi ljudmi, kot so Karl Lagerfeld, Terry Richardson, Diane von Furstenberg in drugi.

### Podjetništvo
Leta 2004 sta Ashley in Mary-Kate Olsen postali vodji podjetja Dualstar, ustanovljenega že leta 1993, po uspehu serije Polna hiša. Brand je obsegal več kot 3.000 trgovin po Združenih državah Amerike in 5.300 trgovin po svetu. Zaradi velikega uspeha le-tega sta se na seznam »100 slavnih« revije Forbes uvrščali od leta 2002 dalje, leta 2007 pa ju je Forbes imenoval za enajsti najbogatejši ženski v tem poslu, saj naj bi bilo njuno premoženje vredno okoli 100 milijonov $.
Potem, ko je javnost pokazala veliko zanimanje za njun stil oblačenja, sta obe oblikovali nekaj linij oblačil, ki so bile na voljo javnosti.
Začenši zelo zgodaj sta za trgovino Wal-Mart oblikovali linijo oblačil za dekleta med četrtim in štirinajstim letom starosti, pa tudi lepotno linijo, imenovano »Mary-Kate in Ashley: Prava moda za prava dekleta« (»Mary-Kate and Ashley: Real fashion for real girls«). Leta 2004 sta pritegnili veliko medijske pozornosti, saj sta dovolili, da ženske, ki so šivale obleke za njuno novo linijo oblačil v Bangladešu, v primeru nosečnosti odidejo na porodniški dopust. Vodja organizacije, Charles Kernaghan, naj bi povedal:
Dvojčici Olsen sta naredili pravo stvar. Zdaj je vprašanje pri podjetju Wal-Mart; bodo podpirali odločitev Mary-Kate in Ashley, ki je v skladu s pravicami žesnk, ali ju bodo tragično ovirali pri tej odločitvi.
Leta 2006 so ju uporabili za obraz modne linije Badgley Mischka, saj sta želeli po sodelovanju z Wal-Martom povečati svojo kredibilnost v modni industriji.
Ashley je skupaj s svojo sestro ustanovila založbo The Row, poimenovano po slavnem brandu Savile Row v Londonu. Njuni izdelki so se pričeli prodajati preko trgovin z visoko modo po svetu, kot so Barneys, Maxfield, Harvey Nichols, Brown's in drugo. Leta 2007 sta izdali linijo oblačil Elizabeth & James ter njuno sodobno zbirko oblačil, ki se zgleduje po njunem edinstvenem slogu oblačenja. Leta 2010 sta oblikovali tudi linijo oblačil za ženske, imenovano Olsenboye, ki je izšla leta 2010 preko trgovine JCPenny.

## Zasebno življenje
Ashley Olsen je zgodaj leta 2011 končala z razmerjem z igralcem Justinom Bartho, s katerim je hodila vse od leta 2008 dalje.

### Tožba zaradi obrekovanja
Leta 2006 je Ashley Olsen vložila tožbo za 40 milijonov $ proti tabloidu National Enquirer zaradi njihovega članka »Ashley Olsen ujeta v škandalu zaradi drog« (»Ashley Olsen Caught In Drug Scandal«) in zgodbe, priložene zraven.
Razkrila je tudi, da ima motnje pozornosti s hiperaktivnostjo (ADHD).

## Nagrade in nominacije
| Nagrada             | Leto | Kategorija | Delo                             | Osvojila? |
| ------------------- | ---- | --- | -------------------------------- | --------- |
| Young Artist Award  | 1989 | Najboljši mladi igralec/igralka pod petim letom starosti (skupaj z Mary-Kate Olsen)                                                                             | Polna hiša                       | Da        |
| Young Artist Award  | 1990 | Izstopajoči nastop igralke pod desetim letom starosti (skupaj z Mary-Kate Olsen)                                                                                | Polna hiša                       | Da        |
| Young Artist Award  | 1992 | Izjemen nastop mlade igralke pod desetim letom starosti (skupaj z Mary-Kate Olsen)                                                                              | Polna hiša                       | Da        |
| Young Artist Award  | 1994 | Najboljša mlada igralka v miniseriji ali specijalki (skupaj z Mary-Kate Olsen)                                                                                  | Double, Double, Toil and Trouble | Da        |
| Young Artist Award  | 1996 | Najboljši nastop igralke v filmu pod desetim letom starosti (skupaj z Mary-Kate Olsen)                                                                          | It Takes Two                     | Ne        |
| Kids' Choice Award  | 1996 | Najljubša filmska igralka (skupaj z Mary-Kate Olsen) | It Takes Two                     | Da        |
| Kids' Choice Award  | 1999 | Najljubša filmska igralka (skupaj z Mary-Kate Olsen) | Dvojčici                         | Da        |
| Emmy                | 2002 | Izstopajoči nastop v otroški televizijski seriji (skupaj z Mary-Kate Olsen)                                                                                     | Tako malo časa                   | Ne        |
| DVD Exclusive Award | 2003 | Najboljša igralka v franšizi (skupaj z Mary-Kate Olsen) | /                                | Da        |
| Teen Choice Award   | 2004 | Izbira filmske zardelosti (skupaj z Mary-Kate Olsen) | Newyorška minuta                 | Ne        |
| TV Land Award       | 2004 | Izvrstna neobičajna družina (skupaj z Mary-Kate Olsen, Candace Cameron Bure, Daveom Coulierjem, Lori Loughlin, Bobom Sagetom, Johnom Stamosom in Jodie Sweetin) | Polna hiša                       | Ne        |
| Zlata malina        | 2005 | Najslabša igralka (skupaj z Mary-Kate Olsen) | Newyorška minuta                 | Ne        |
| Zlata malina        | 2005 | Najslabši par na ekranu (skupaj z Mary-Kate Olsen) | Newyorška minuta                 | Ne        |